# Cámara de Comptos
Durante la Edad Media y la Edad Moderna, una Cámara de Comptos era un tribunal de cuentas, con potestad y autonomía, ante la cual las personas u organizaciones encargadas de la gestión del dominio del rey o de un príncipe debían depositar sus cuentas para ser auditados por maestros que verificaban la conformidad de los ingresos y gastos. La Cámara de Comptos se aseguraba de la conservación de la propiedad de la Corona. En caso de contenciosos entre el maestro encargado de estudiar las cuentas que le eran rendidas y el oficial que las presentaba, el litigio era llevado ante un juez. La peculiaridad de la Cámara de Comptos en Francia, era que las cuentas del erario público eran rendidas ante un juez, incluso en ausencia de un contencioso. Estos tribunales tuvieron presencia fundamentalmente en Francia pero también se trasladó el modelo a otros lugares como el Reino de Navarra y el Reino de las Dos Sicilias.

## La gestión del erario público en el mundo antiguo

### Derecho ateniense
En Atenas, cada candidato a una magistratura pública debe, antes de su elección, someterse a un cuestionario sobre su ciudadanía, sus habilidades y su conducta, la dokimasia (δοκιμασία). No tiene que estar marcado por atimia (ἡ ἀτιμία). Al terminar su función, tiene que rendir cuentas de su administración. Sus cuentas financieras eran estudiadas por las verificadores, los logistas que exponían sus conclusiones a los correctores, los eutinios, que podían recibir en audiencia pública las quejas de los ciudadanos contra el magistrado saliente. Si lo juzgaban necesario, podían reenviar al magistrado saliente ante los jueces de los demos si afectaba a intereses privados. Cuando afectaba a intereses públicos, esas conclusiones se transmitían a los arcontes tesmótetas que organizaban el proceso ante los heliastas. En Atenas, el procedimiento judicial no era iniciado hasta que hubiera un contencioso. Ese procedimiento podía iniciarlo cualquier ciudadano, a menudo por razones políticas.

### Derecho romano
Durante la República romana, el derecho había creado la distinción entre los magistrados ordenantes y contables. Los ordenantes eran los cónsules, después los censores. Los contables son los cuestores. Estos magistrados tenían que rendir cuentas al terminar su cargo ante el Senado. El Senado decidía sobre las quejas durante la gestión del magistrado saliente. Estas quejas se llevaban ante comisiones permanentes (quaestiones perpetuae) creadas por la Lex Calpurnia de repetundis en 149 a. C..
En el derecho romano, como en el derecho ateniense, el procedimiento judicial no se iniciaba hasta que hubiera un contencioso.

## Origen de la institución en Francia
Los estudios históricos hechos por Leopold Delisle y Charles Homer Haskins han demostrado que el origen de los Cámara de Comptos se encuentra en el Échiquier creado por los duques de Normandía. Este organismo de control de las cuentas de los oficiales de la propiedad del duque eran conocidos desde principios del siglo XII, pero ya existía anteriormente. Estos estudios no han permitido saber si esta institución ha sido aportada por los normandos antes de su implantación en Normandía, o si fue una creación posterior.
La originalidad de esta institución viene de un principio nuevo que el echiquier de Normandía introdujo: toda cuenta debe ser no sólo verificada, sino también evaluada, es decir, que todo contable tiene que dar cuenta de su gestión, pero también tiene que justificarse ante un juez que tuviera que examinar si esa gestión era regular, y, si es el caso, descargar al contable de la responsabilidad y así protegerlo de toda acción ulterior. En caso de que su gestión no fuera juzgada regular, el contable era responsable personalmente a efectos pecuniarios sobre los ingresos.
Los normandos era un pueblo conquistador, que llevaron sus instituciones a todos los territorios donde se establecieron: Inglaterra, Sicilia, después a Nápoles.
En el reino normando de Sicilia, la institución de control de las cuentas estuvo establecida en Palermo. Luego se estableció en Nápoles con el reino de las Dos Sicilias. Se conoce como Gran Corte de los Maestros de las Cuentas (Gran Corte dei maestri razionali). Esta institución fue retomada en el reino angevino de Nápoles. Se retomó este modelo de control de cuentas en la Cámara de Comptos de Provenza con el maestro racionero.
La organización de esta cámara ha inspirado también la creación del Cámara de Comptos del Delfinado por Humberto II Delfín que había viajado a Nápoles antes de convertirse Delfín de Vienne.

### Diferencias con el exchequer inglés
El Exchequer inglés ha perdurado como corte de justicia hasta en 1834 con el Chief Barón of the Exchequer y subsiste con su corte inferior con la Hacienda británica y un de sus oficiales, el Chancellor of the Exchequer.
Jean-Philippe Genet recuerda que el Échiquier inglés era diferente de la Cámara de Comptos de París a partir de las transformaciones introducidas por el rey de Inglaterra Enrique II. El échiquier inglés se dividía en dos cámaras:
- la Cámara Baja, Lower Exchequer («Bajo-Échiquier»), que era una cámara de dineros situada bajo la responsabilidad del Tesorero y de los chambelanes y donde trabajan sus delegados, que era una administración financiera. La escritura en los registros de la Cámara baja con una división en siete columnas que correspondían de izquierda a derecha a las dineros, a los duros, a las libras, a las veintenas, centenas, millares y decenas de millares de libras que permitía hacer los cálculos y los controles más fáciles.
- la Cámara Alta, Upper Exchequer («Alto-Échiquier»), que era un tribunal de cuentas, tribunal de justicia financiera donde se podía hacer apelaciones, donde trabajaban el Tesorero y los chambelanes. El rey podía pedir a los personajes importantes de reunirse allí, y él mismo podía presidir el tribunal en las grandes ocasiones. Es, en general, su Justicia quién lo representa y uno de los principales oficiales o representantes que eran nombrados por el rey y formaban el grupo de los barones del Échiquier, como el Chief Barón of the Exchequer. Es del grupo de los barones del Échiquier de donde van a surgir en Inglaterra los primeros jueces que van se profesionalizar. Paul Brand demuestra en su libro[4] que las reformas introducidas por Henri II han conducido al nacimiento de la Common law,[5] origen del sistema jurídico y administrativo británico.

En el reino de Francia, el rol primordial es mantenido por los representantes personales del rey y el parlamento de París. No se permitió que la Cámara de Comptos de París fuera el origen de la justicia real.

## Cámara de Comptos de París
La Cámara de Comptos de París, salida de la curia regis, tiene como objetivo recibir y de juzgar las cuentas puestas por los oficiales del rey cargado de las recetas y gastos de la parte de la propiedad real que está confiada así como de la no alienación de la propiedad.
Su organización va a ponerse en marcha progresivamente bajo la presión de la financiación del reino y del coste de las guerras. Hasta el comienzo del reina de Philippe el Guapo, el rey de Francia ha podido financiar sus gastos a marchar de los ingresos de su propiedad poniendo del orden en su gestión. Este primer tiempo corresponde a la puesta en orden comenzado por Louis IX respetando el principio el rey tiene que vivir del sien. Con el desarrollo del reino y de las guerras, desde el comienzo del reina de Philippe el Guapo, las finanzas de la propiedad ya no bastan y los consejeros del rey buscan soluciones para aumentar sus recursos : manipulaciones de la moneda, tasas sobre los Judíos, los Lombards, supresión del orden del Templo, décimes sobre la Iglesia, creación de nuevos impuestos como la gabelle. En esta fase intermediaria, el Cuarto de las cuentas no es todavía instituée pero de los consejeros especializados en la gestión de las cuentas aparecen. Bajo lo reina de Philippe el Guapo se ve el comienzo de la separación entre estos consejeros y la curia regis, el patio donde los nobles y los cercanos consejeros del rey se reúnen en parlamento, es decir para hablar asuntos del reino. Para evitar que estos nobles intervienen durante el trabajo de los maestros de las cuentas, el rey les prohíbe la entrada en el cuarto donde se reúnen mientras que estudian las cuentas. El Cuarto de las cuentas nait con los hilos de Philippe el Guapo y la ordenanza del Vivier-en-Brie apresamiento por Philippe V en enero de 1319/1320. #Ver aparecer la distinción entre las recetas ordinarias que provienen de la propiedad del rey y de los derechos que son atados, y las recetas extraordinarias, al origen temporal, constituidas por los impuestos levantados para financiar de los évènements particulares, en general la guerra. Las ayudas están creadas para pagar la rançon de Jean el Bueno, en 1360, la gabelle recréée por Philippe el Guapo, los tratas y el fouage están puesto en marcha progresivamente y han estado a menudo al origen de revueltas populares. La levantada de estas recetas extraordinarias está gestionada por el general de las finanzas. El Cuarto de las cuentas de París va a controlar las recetas ordinarias y extraordinarias.
Su organización y sus procedimientos han servido referencias a todos los Cuartos de las cuentas establecidas en Francia.

### De cámara de comptos a Tribunal de cuentas
El 7 de septiembre de 1790 la Asamblea constituyente ha arrestado el principio de la supresión de los cuartos de las cuentas. El decreto del 22 de diciembre de 1790 decide que « toda presentación de cuentas a los cuartos de las cuentas cesará de este día». La ley que devuelve efectiva esta decisión está tomada el 5 de enero de 1791.
La Asamblea constituyente ha creado el Despacho de contabilidad, transformado en Comisión de la contabilidad bajo la Convención.
La ley del 16 de septiembre de 1807 ha creado el Patio de las cuentas.

## Otras cámaras de comptos
En el Reino normando de Sicilia, la institución de control de cuentas se estableció en Palermo. Luego se instaló en Nápoles con el Reino de las Dos Sicilias. Allí se la conoce como Grand'Cour des maîtres des comptes, Gran Corte dei maestri razionali. Esta institución fue asumida en el reino angevino de Nápoles. Asumieron este modelo de control de cuentas en la Cámara de Cuentas de Provenza con los maestres racionales.
La organización de esta cámara también inspiró la creación de la Cámara de Comptos del Delfinado por Humberto II de Vienne, que se había quedado en Nápoles antes de convertirse en delfín de Vienne.
La Cámara de Cuentas de París sirvió de modelo para las Cámaras de Comptos principescas establecidas por los príncipes de la dinastía capeta:
- Duques Valois de Borgoña con la Cámara de Comptos de Borgoña, la Cámara de Comptos de Dole en el Condado de Borgoña, la Cámara de Comptos de Lille en Valonia Flandes, la Cámara de Comptos de Nevers y la Cámara de Comptos de Bruselas en el Ducado de Brabante;
- Duques de Borbón, con la Cámara de Comptos de Moulins;
- Duques de Orleans, con la Cámara de Comptos de Blois.

Fuera del dominio de los Capetos, los príncipes cuyos dominios estaban cerca del reino de Francia crearon Cámaras de Comptos inspiradas en el ejemplo francés:
- Duques de Bretaña, vasallos del rey de Francia pero en gran parte autónomos de hecho, con la Cámara de Comptos de Bretaña;
- Duques de Bar, Príncipes del Sacro Imperio, con la Cámara de Comptos de Bar-le-Duc;
- Duques de Lorena, con la Cámara de Comptos de Lorena;
- Duques de Saboya, con la Cámara de Comptos de Saboya, también de inspiración inglesa.
- Reyes de Navarra, con la Cámara de Comptos de Navarra, creada en 1365, por orden del rey Carlos II, siguiendo el modelo de la Cámara de Comptos de París. Esta Cámara de Comptos no debe confundirse con la Cámara de Comptos de Pau fundada en 1527 por Enrique II de Navarra, cuya jurisdicción se circunscribe a la Baja Navarra, Bearne, los condados de Foix y Bigorra, los vizcondados de Marsan, Tursan, Gavardon, Lautrec, Nebouzan, las baronías de Captieux y Aster-Villemur.[6]

El control de cuentas era un problema común y generalizado en las distintas organizaciones que estructuraron la vida social entre los siglos XIII y XIV:
- en las órdenes monásticas, a partir del siglo XIII, ante la creciente centralización de la Iglesia y la monarquía, como se puede observar en las dos grandes órdenes monárquicas medievales, la orden del Císter y la orden de Cluny.[7]
- en municipios.[8][9]
- en los señoríos.[10]